# Altai della Mongolia
L'Altai della Mongolia (in mongolo: Монгол Алтайн нуруу, Mongol Altaïn nourouou; in cinese: 蒙古阿尔泰山脉, cinese tradizionale: 蒙古阿爾泰山脈, pinyin: Ménggǔ Ā'ěrtài Shānmài) è un sistema montuoso situato nel settore sud-orientale dell'Altai che si trova lungo la frontiera della Mongolia e della Cina. 

## Geografia
Consiste di numerose catene separate da valli e si allunga per mille chilometri da sud-est a nord-ovest. La sua larghezza varia da 150 a 300 chilometri. Culmina con il monte Mönkh Khairkhan Uul a 4362 m di quota.

### Topografia
L'Altai della Mongolia ha inizio a sud-est del Grande Altai - o Altai propriamente detto - con il prolungamento dei monti Sajljugem, mentre a ovest e a sud confina con la Zungaria e con il deserto del Gobi.
Le cime della catena sono erose e presentano altopiani e numerosi ghiacciai con una superficie totale di 830 km². Questi ultimi sono situati prevalentemente, come il ghiacciaio Potanin, sul Tavan Bogd.
Tutto il settore nord-orientale è delimitato dalla depressione dei Grandi Laghi. L'Alag-Nur separa il settore orientale dell'Altai della Mongolia dall'Altai del Gobi, una catena comprendente monti molto più bassi. Nel settore nord-orientale dell'Altai della Mongolia si trova il lago Kanas.

### Geologia
L'Altai della Mongolia è formato soprattutto da micascisti, da porfidi e da porfiriti, nonché da graniti.

### Flora
I versanti sud-occidentali sono ricoperti da pascoli e da foreste, mentre quelli nord-orientali, sottoposti a un clima estremamente arido, sono ricoperti da una magra vegetazione steppica e da zone aride semi-desertiche.